# Луковець (Вілейський район)
Луковець (біл. вёска Лукавец) — село в складі Вілейського району Мінської області, Білорусь. Село підпорядковане Хотеньчицькій сільській раді, розташоване в північній частині області.

## Історія
У 1921–1945 роках земельна власність знаходилось у Польщі, у Вільнюській губернії, Вілейського повіту, гміні Хотеньчиці.

## Населення
- 1921 рік - 95 люди, 7 будинки[1].
- 1931 рік - 97 люди, 8 будинки[2].

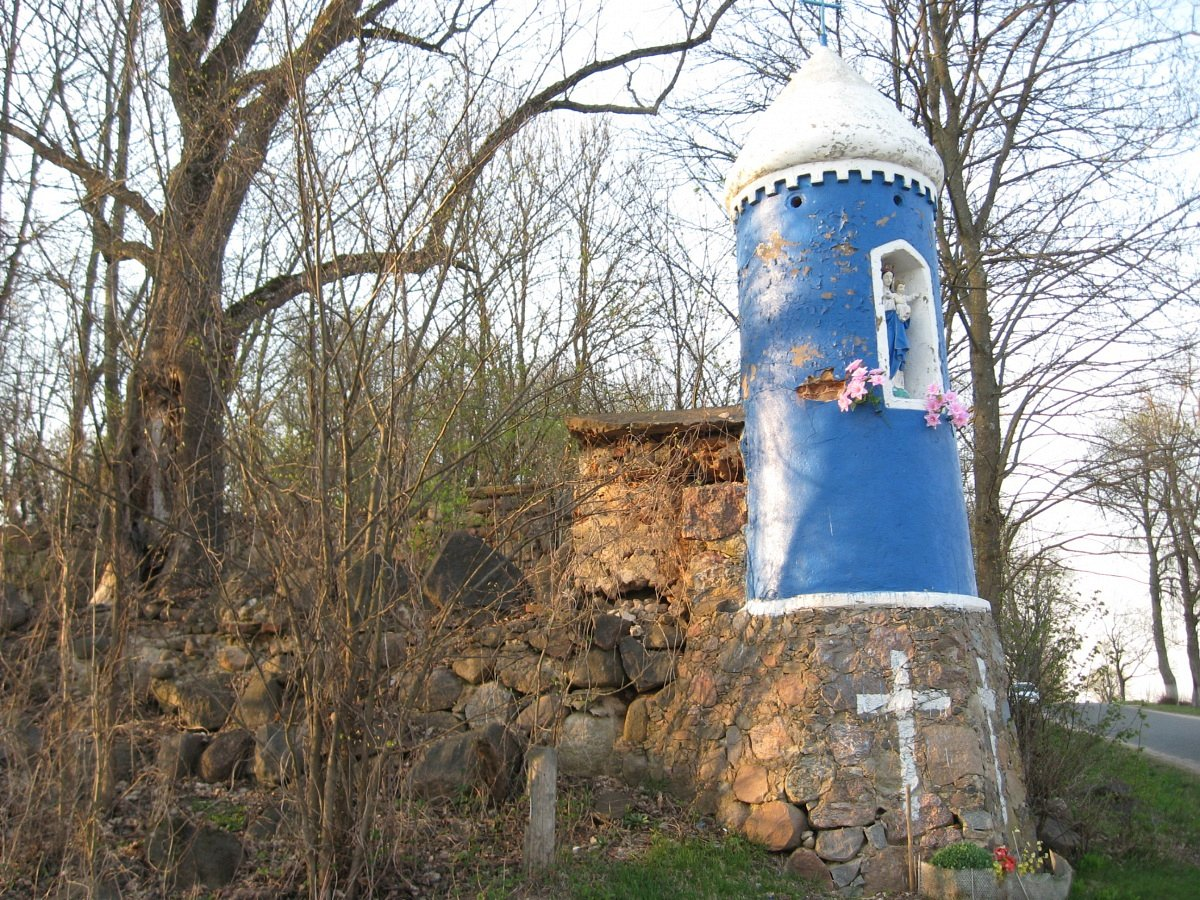
Місце родини Боровських. Каплиця
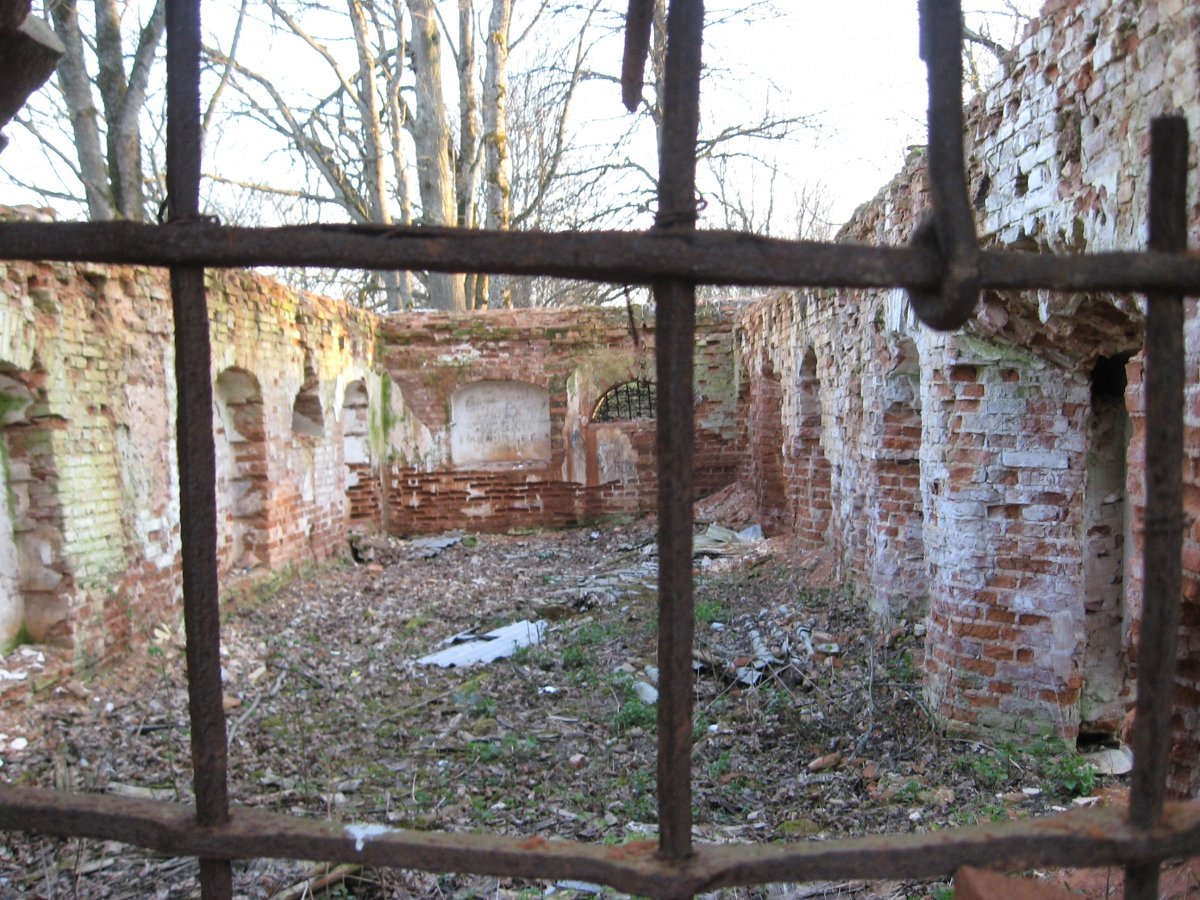
Місце родини Боровських
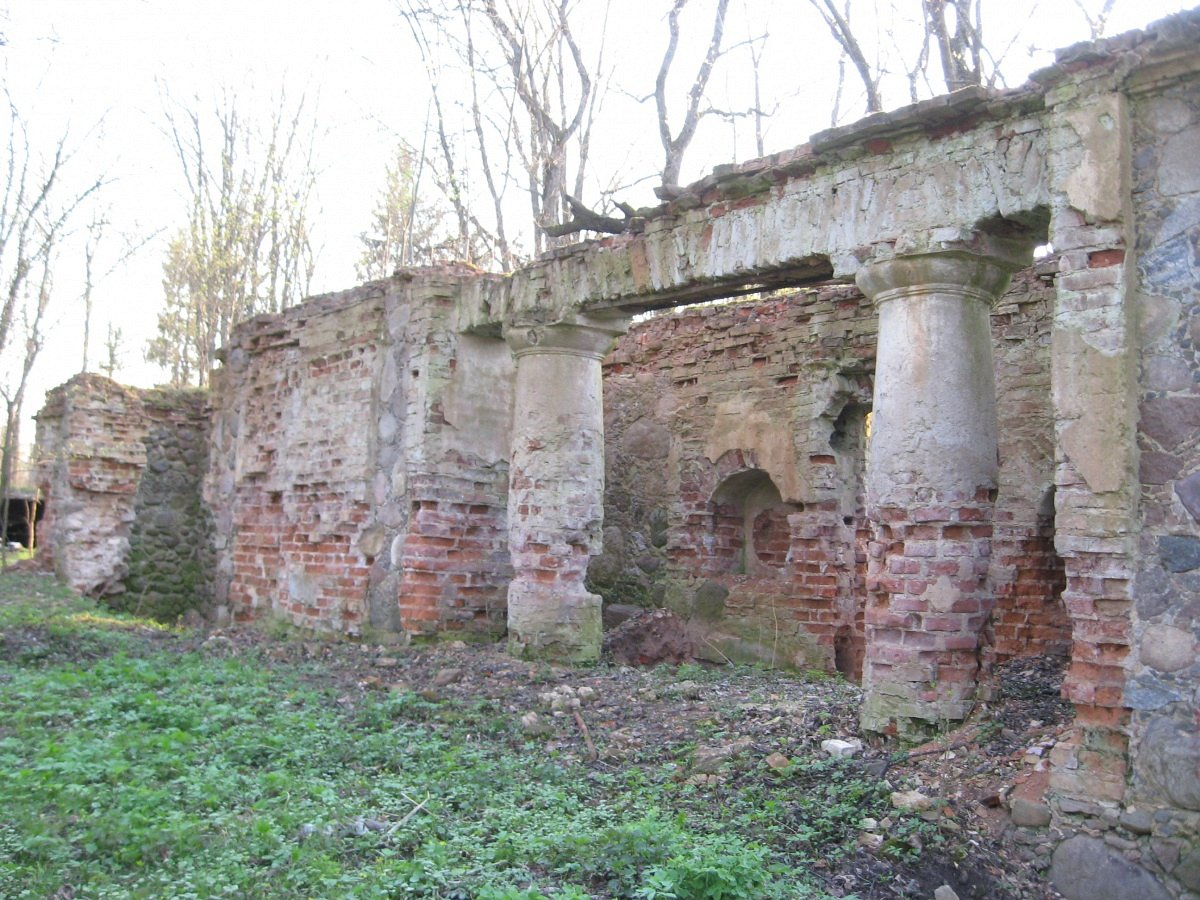
Місце родини Боровських